# Бакхилид
Бакхилид (на старогръцки: Βακχυλίδης; на латински: Bacchylides * ок. 520/516 пр.н.е. в Юлис на Кеос, † ок. 451 пр.н.е.) е лирика поет. Той е броен от елинистичните учени от Александрия към Деветимата лирици на Гърция.
Неговият баща се казва вероятно Меидон (или Меидилос). Майка му е по-малка сестра на значимия хор-поет Симонид от Кеос (ок. 556 пр.н.е. до 468 пр.н.е.). Дядо му Бакхилид е прочут атлет.
Симонид има голямо влияние в обучението му. Още като млад Бакхилид е известен в Гърция. През 490-те години той пише хвалебна реч („Енкомион“) за Александър I, синът на македонския цар Аминта I.
Той пише най-вече Епиникии. Той пише песни за победителите в Олимпийските игри, Истми, Немея и Пития.
През 476 пр.н.е. той е на остров Кеос и изпраща от там песен на Хиерон I, тиран на Сиракуза в Сицилия Той отива при чичо си в Сицилия. Плутарх пише, че Бакхилид бил изпратен в изгнание (462 – 452 пр.н.е.) в Пелопонес. Той умира 451 пр.н.е. вероятно в изгнание.
През 19 век са открити 14 негови песни за победители. Той пише също и епиграми.

## Издания и преводи
- Bruno Snell, Herwig Maehler: Bacchylides. Teubner, Stuttgart 1970, ISBN 3-8154-1115-7
- Oskar Werner: Simonides. Bakchylides. Heimeran, München 1969
- Herwig Maehler: Bacchylides. A selection, Cambridge 2004.